# متفطرة سلية

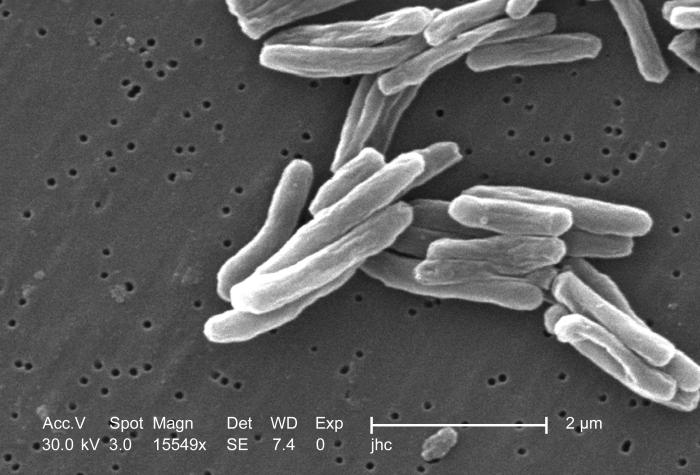
عصيات كوخ المتسببة في داء السل أو داء الدرن

المُتَفَطِّرة السُلِّيّة أو عصية كوخ (الاسم العلمي: Mycobacterium tuberculosis) هو نوع من البكتيريا يتبع جنس المتفطرة منفصيلة المتفطرات. وهي بكتيريا تتسبب في السل أو داء الدرن، لها شكل يشبه العصية ولكنها تتجمع في لُمَّات على شكل كرات متفرقة وسميت بعصية كوخ نسبة إلى مكتشفها الطبيب والبيولوجي الألماني روبرت كوخ سنة 1883.
الطريق الرئيسي لانتقال المتفطرة السلية من شخص لآخر عن طريق الهواء وتتطفل على أعضاء الجسم خاصة الرئة ويمكنها أن تصيب الكلى والعظام والعقد اللمفاوية والمخ. وأكثر الأشخاص عرضة للمرض الأطفال ومرضى الإيدز لضعف جهازهم المناعي. ونصف المرضى المصابين به الذين لا يتلقون العلاج يموتون.

## الفيزيولوجيا المرضية
بكتيريا المتفطرة السلبية تحتاج إلى بيئة يتواجد فيها الاكسجين، تمتاز بأن جدارها يحتوي على اللبيدات بكثرة مما يجعلها حالة في علم البكتيريا إلا أنها تصنف تحت البكتيريا موجبة جرام، يمكن الكشف عنها عن طريق تلوين تسيل-نلسن.
تنقسم بكتيريا المتفطرة السلبية كل 15-20 ساعه، وهذا بطئ جداً مقارنة مع الانواع الأخرى، تأخذ شكل عصيات باستطاعتها الصمود في بيئة جافة لاسابيع، بسبب كمية اللبيدات الموجودة على جدارها تجعلها محمية من الإصابة بالفيروسات.
عند دخولها إلى الرئتين تهاجم خلايا التبلعم بكتيريا المتفطرة السلبية، لكنها غير قادرة على هضم البكتيريا، جدارها الخلوي يحول دون تدميره بواسطة اجسام الحالة، لكن ذلك لا يمنع تغليف البكتيريا عن طريق المواد المفرزة من قبل خلايا البلعمة فيؤدي ذلك إلى عزل البكتيريا المتفطرة السلبية عن المحيط الخارجي لكن تبقى البكتيريا تستمر في عملية الانقسام لها في النهاية تؤدي إلى تمزيق الغلاف العازل.

### علم الأنسجة
تمتاز بكتيريا المتفطرة السلبية بوجود خلايا لانغرهانس العملاقة التي نواتها اشبه بحدوة فرس، العضيات الخلوية تظهر باللون الأحمر باستخدام تلطيخ الحمض السريع

## مرض السل
إن عصية كوخ جرثومة مقاومة للحمض وللمضادات الحيوية وهي التي تسبب داء السل وهو مرض خطير ومنتشر بشكل كبير في العالم ويحتاج لعلاج طويل ومكثف بأنواع خاصة من المضادات الحيوية ومن أهم هذه الأدوية: إيزونيازيد ستربتوميسين ريفامبيسين